# District métropolitain de Knowsley
Pour les articles homonymes, voir Knowsley.

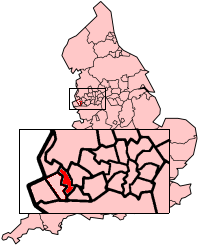
Localisation du district métropolitain de Knowsley

Le district métropolitain de Knowsley (en anglais : Metropolitan Borough of Knowsley) est un district métropolitain du Merseyside. Il porte le nom du village de Knowsley et comprend les localités de Kirkby, Prescot, Huyton, Whiston, Halewood, Cronton et Stockbridge Village.
Le district est créé le 1er avril 1974, par le Local Government Act de 1972. Il est issu de la fusion des districts urbains de Huyton-with-Roby, Kirkby et Prescot, avec la majeure partie du district rural de Whiston et une petite partie du district rural du West Lancashire.

## Crédit d'auteurs
- (en) Cet article est partiellement ou en totalité issu de l’article de Wikipédia en anglais intitulé « Metropolitan Borough of Knowsley » (voir la liste des auteurs).